# Paul Uhlenhuth
Paul Theodor Uhlenhuth (7 de enero de 1870, Hannover; 13 de diciembre de 1957 en Friburgo de Brisgovia) fue un bacteriólogo, inmunólogo e higienista alemán. También fue profesor en la Universidad de Strasburgo (1911), la Universidad de Marburgo (1918-1923) y la Universidad de Friburgo (1923-1936), de la que fue rector desde 1926 hasta 1929. Después de retirarse formó su propio instituto de investigación en Freiburg, el State Research laboratory  (en alemán: Staatliches Forschungslaboratorium), del cual fue director hasta 1957. Tras su fallecimiento, pasó a llamarse Laboratorio de Investigación Uhlenhuth de la Universidad de Freiburg.
Fue una figura muy relevante para la ciencia forense por desarrollar la prueba de preciptina para las especies, conocida como la prueba de Uhlenhuth, la cual permitió distinguir la sangre humana de la animal en 1901. Este descubrimiento tuvo mucha importancia en la justicia criminalista del siglo XX. En 1915 descubrió el patógeno de la enfermedad de Weil. También inventó el tratamiento con arsénico de la sífilis y el tratamiento con antimonio de muchas enfermedades tropicales, y fue un promotor influyente de la investigación sobre el cáncer. Recibió numerosos honores y fue miembro de la Academia alemana de las ciencias naturales Leopoldina y de la Real Academia de las Ciencias de Suecia. Fue nominado al Premio Nobel de Medicina 40 veces entre 1910 y 1952, especialmente premio Nobel Karl Landsteiner. En el momento de su muerte, era uno de los investigadores médicos más famosos en Alemania, y uno de los raros ejemplos de alguien que fue igualmente alabado en el oeste y el este durante la Guerra Fría.

## Carrera e Investigación
Comenzó con el importante descubrimiento de Emil von Behring de que los animales inoculados con la toxina diftérica formaban sustancias defensivas en su suero sanguíneo. Estas sustancias defensivas se denominaron precipitinas. Otros científicos, principalmente Jules Bordet, trataron de idear sueros contra otros agentes infecciosos; Descubrieron que las precipitinas eran específicas del antagonista inyectado. En 1900 construyendo el trabajo de Bordet, Uhlenhuth inyectó sangre de gallina en conejos, y luego mezcló el suero del conejo con clara de huevo. Las proteínas del huevo se separaron (precipitaron) de la mezcla. Pudo concluir que la sangre de diferentes especies de animales contenía proteínas únicas. Estos descubrimientos se extendieron a la capacidad de diferenciar la sangre humana de la sangre de los animales.
Su compañero científico, Otto Beumer, profesor de medicina forense en la Universidad de Greifswald y forense de Greifswald, se enteró del trabajo de Uhlenhuth y se unió a él en el perfeccionamiento de la detección de sangre humana en manchas de sangre secas que tenían meses o años.
Su nueva técnica se utilizó por primera vez en el caso de dos niños que aparecieron asesinados y desmembrados en la ciudad de Göhren en la isla báltica de Rügen. El sospechoso en el caso, Ludwig Tessnow afirmó que las manchas en su ropa eran de la sangre de algún animal o de su trabajo como carpintero. Gracias a esta prueba se pudo probar lo contrario. Tessnow fue ejecutado por su crimen en 1904. Uhlenhuth fue nominado 40 veces para el Premio Nobel de Medicina entre 1910 y 1952, especialmente por el premio Nobel Karl Landsteiner.
En 1915 Uhlenhoth fue codescubridor de la cepa RGA de la Leptospira interrogans, una especie causante de la enfermedad de Weil, una afección muy grave de leptospirosis caracterizada por sufrir epistaxis, ictericia, escalofríos, fiebre, dolor muscular y hepatomegalia. Fue una de las muchas enfermedades que sufrían los soldados involucrados en la Primera Guerra Mundial.
En 1942 fue galardonado con el premio Emil von Behring, otorgado cada dos años por la Universidad de Marburgopor su excelentes logros en el campo de la inmunología, terapia sérica y quimioterapia. Uhlenhuth publicó varios artículos en revistas revisadas por pares y fue un investigador activo en diversas áreas de la bacteriología y la inmunología, incluida la investigación sobre el tratamiento con quimioterapia y la sífilis. Paul Ehrlich, ganador del Premio Nobel de Medicina en 1908, fue uno de sus asociados.
Después de retirarse de su cátedra en la Universidad de Freiburg en 1936, dirigió su propio instituto de investigación, originalmente conocido como State Research laboratory. El instituto fue establecido con el apoyo financiero del Emergency Association of German Science y fue dirigido por Uhlenhuth hasta su muerte en 1957 a la edad de 88 años. A principios de 1950, el instituto se convirtió en parte de la Facultad de Medicina de la Universidad de Freiburg.

## Premios Honoríficos
- Título honorífico Geheimrat (Privy Councillor), 1906
- Miembro de la Academia alemana de las ciencias naturales Leopoldina, 1932
- Miembro extranjero de la Real Academia de las Ciencias de Suecia, 1936
- Premio Emil von Behring, 1942
- Ciudadano de honor de Freiburg, 1950
- Premio Nacional de la RDA por su influyente investigación en los campos de la bacteriología y lahigiene, 1953
- Líder de la Orden del Mérito de la República Federal de Alemania, 1955
- Doctor honorífico en medicina por la Universidad de Gante
- Doctor honorífico en medicina veterinaria por el Hanover Veterinary College
- Doctor honorífico en medicina por la Universidad de Greifswald, 1955
- Presidente de honor de la German Society for Hygiene and Microbiology, 1955
- Miembro honorario de la Microbiological Society of Berlin, 1955